# Villapizzone
Villapizzone (AFI: [ˌvillapi’tːsone], Villapizzon in dialetto milanese, AFI: [ˌvilapiˈsũː]) è un quartiere di Milano   posto nella periferia nord-occidentale della città, appartenente al  Municipio  8 e al NIL n. 71 "Villapizzone - Cagnola - Boldinasco". 

## Storia
Secondo la memoria redatta nel 1530 dal monaco Giacomo Stella, rettore della chiesa di San Martino a Villapizzone, l'origine della parrocchia risalirebbe al VI secolo d.C. La zona era coperta da un vasto bosco nel quale dimorava un santo monaco greco di nome Atanasio Piccione. Fu così che il bosco venne chiamato Bosco Piccione. Quando i Monaci Neri (benedettini), proprietari dell'area, fecero tagliare le piante per mettere a coltura i terreni, in zona sorse un villaggio che prese il nome di Villaggio Piccione, da cui poi Villapizzone. Il nome Villapizzone viene menzionato per la prima volta nel 1179 (atto CXXI del Comune di Milano del 31.12.1179). 
Nel secolo XIV Martino, figlio di Francesco Resta Pallavicino, fu il capostipite della famiglia Resta di Villapizzone.

Nell'ambito della suddivisione del territorio milanese in pievi, apparteneva alla Pieve di Trenno, e confinava con Affori a nordest, con Musocco a nordovest, con Garegnano e Boldinasco a sudovest, e coi Corpi Santi a sudest. Nel 1771 contava 303 abitanti.
Nel 1768 l'imperatrice Maria Teresa d'Austria con un diploma investì Giorgio Giulini del feudo di Villapizzone permettendogli di appoggiarvi il titolo di Conte; alla morte di quest'ultimo, con la conseguente estinzione del ramo primogenito dei Giulini della Porta, il titolo passò al cugino Benigno (1820-1900) che era sindaco di Carugate.

In età napoleonica, dal 1808 al 1816, Villapizzone fu aggregata a Milano, recuperando l'autonomia con la costituzione del Regno Lombardo-Veneto.
All'unità d'Italia, 1861, il paese contava 842 abitanti, era costituito da un piccolo borgo di case costruite attorno alla chiesa parrocchiale di San Martino, di fronte alla quale vi era la villa signorile, con parco, della famiglia patrizia Radice Fossati. Nel 1869 Villapizzone fu aggregata a Musocco, comune poi annesso a Milano nel 1923. Il cimitero del paese, esistente fino agli anni Cinquanta, era ubicato nell'area, oggi a verde pubblico, sita all'angolo tra via Villapizzone e via Console Marcello. Gli abitanti di Villapizzone venivano designati con uno specifico soprannome dal sapore scherzosamente ironico: zuccatt, con ovvia derivazione dal sostantivo "zucca"
Dopo la Seconda guerra mondiale il vecchio borgo di Villapizzone è stato inglobato dalla crescita della città. 
Nel 1978 la villa Radice Fossati, abbandonata dai proprietari e  occupata da alcuni gruppi di sbandati e di tossicodipendenti che portarono alla rovina dell'immobile, divenne la sede di un primo esperimento di vita in comune e di condivisione di una comunità costituita da alcune famiglie e da un gruppo di padri gesuiti. Questa comunità, tuttora esistente, ha provveduto a recuperare la villa e a trasformarla in un esperimento di rilevante valore sociale  .
Il toponimo, scarsamente noto per decenni, ha conosciuto una nuova diffusione a partire dall'apertura dell'omonima stazione ferroviaria, fermata delle linee del servizio ferroviario suburbano.

### L'eremita
Nel borgo visse, durante il secolo XIX, Giovanni Moretti di origine contadina, divenuto quindi oste, commerciante e che in seguito ad una crisi mistica finì i suoi anni vivendo in eremitaggio, scalzo, indossando una sorta di saio. Seppellito a Musocco, le sue spoglie sono state traslate nella chiesa parrocchiale di San Martino all'inizio del secolo XXI.

## Monumenti e luoghi d'interesse

### Architetture religiose

#### Chiesa parrocchiale di San Martino

Interno chiesa San Martino inizio '900

Il centro storico del borgo è raccolto intorno alla chiesa di San Martino, il cui presente edificio ha sostituito, a partire dal 1604, la precedente costruzione.
I primi dati certi sulla storia del presente edificio sono un Istromento di Donazione 28 maggio 1604. La costruzione fu terminata intorno al 1640.
Un legato di 15.000 lire, elargito a fine secolo XIX alla parrocchia, da monsignor Giovanni Radice Fossati, e il cui utilizzo venne concesso da un regio decreto permise l'ampliamento della chiesa.
A seguito dell'aggregazione di Villapizzone al comune di Milano, avvenuta nel 1923, l'arcivescovo Eugenio Tosi decretò il 12 gennaio 1924 l'innalzamento dello stato della chiesa a prepositura.
La chiesa venne rimaneggiata e ampliata nel 1969.

### Architetture civili

#### L'osteria Melgasciada
(Achille Bertarelli, Antonio Monti, Tre secoli di vita milanese nei documenti iconografici 1630-1875, Milano, 1927,)

Gita fuori porta alla Cascina Melgasciada

Nell'area oggi occupata dal giardino della scuola elementare "Goffredo Mameli" si trovava l'osteria Melgasciada, di origine cinquecentesca e un tempo probabilmente circondata dal bosco della Merlata,che prende il nome dal termine dialettale "melgasc", con cui si indicava il fusto secco della pianta di granoturco. L'osteria, secondo la tradizione, era una delle basi di una banda di briganti capitanata dai celebri Battista Scorlino e Giacomo Legorino, catturati e giustiziati nel 1566.

La cattiva fama della zona legata al ricordo della presenza dei briganti, rimase nei secoli, finendo per essere citata anche da Giovanni Verga nella novella L'osteria dei buoni amici come paragone di luogo pericoloso: "Aveva ragione il Nano di dire che quel posto era peggio del bosco della Merlata".  L'osteria, che nel 1932 era ancora descritta come attorniata da una macchia di alberi, costituiva a cavallo di fine Ottocento e inizio Novecento un luogo di ritrovo domenicale per le gite fuori porta dei milanesi, e famosa per i suoi piatti di asparagi in primavera ed i salami e i due affreschi popolari rappresentanti i briganti, risalenti alla seconda metà del Settecento, dipinti sulla parete esterna.
L'osteria venne demolita nel luglio 1959, sulla base del nuovo piano edilizio milanese; nel corso dell'operazione, nella notte del 20 luglio, precedente le operazioni di demolizione,l'edificio fu soggetto ad una incursione di sconosciuti che demolirono a picconate parte dei muri alla ricerca del tesoro dei briganti, che voci popolari affermavano potesse esservi nascosto.

## Infrastrutture e trasporti

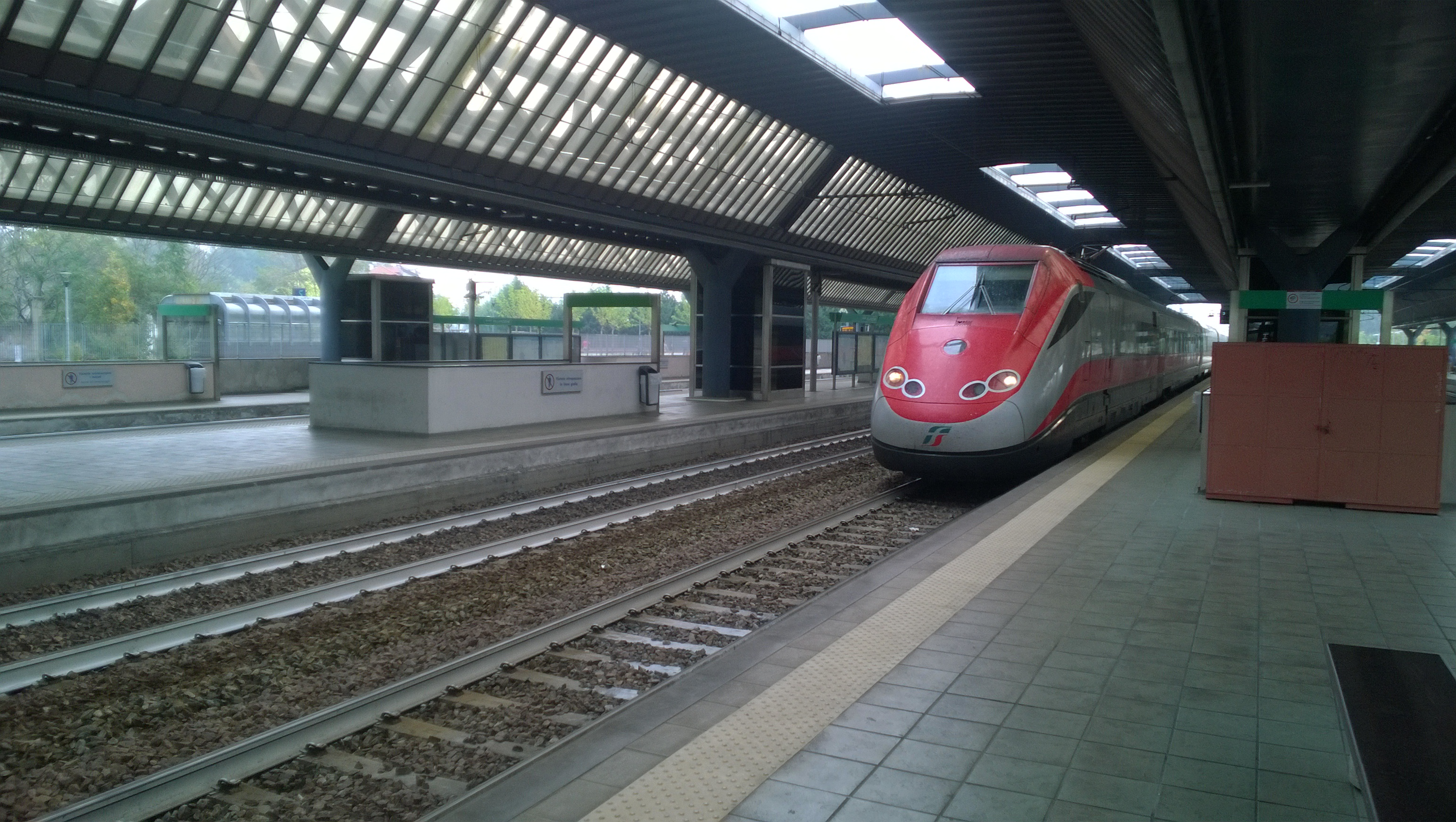
Treno ETR.500 (Frecciarossa) in transito alla stazione di Villapizzone

- Linee S5, S6 e S11 e linee regionali: stazione di Villapizzone

Villapizzone è servita dalla stazione omonima, che si trova alla congiunzione tra la ferrovia Milano-Torino e il passante ferroviario. La stazione, gestita dal RFI, è servita da treni suburbani (linee S5, S6 e S11) e regionali, gestiti da Trenord. Questo impianto ha sostituito l'antica Stazione di Bovisa FS demolita alla fine del XX secolo. Inoltre, poco distante dal confine con il quartiere si trova, all'interno del quartiere della Bovisa, la stazione omonima e, all'interno del quartiere Musocco, la stazione di Certosa.
Varie linee di autobus e alcune di tram, gestite da ATM, collegano Villapizzone ai quartieri limitrofi e al centro di Milano.